# Atacurile din noiembrie 2024 din Amsterdam
Pe 7 noiembrie 2024, după un meci de fotbal UEFA Europa League dintre AFC Ajax și Maccabi Tel Aviv din Amsterdam, mai mulți suporteri evrei și israelieni au fost atacați violent. Atacurile au fost coordonate și au avut loc în întregul oraș, întregul eveniment fiind catalogat drept pogrom.

## Context
Evenimentul s-a desfășurat în contextul războiului Israel-Hamas. Primarul din Amsterdam, Femke Halsema, a interzis organizarea protestelor pro-palestiniene în proximitatea Johan Cruijff Arena, tocmai pentru a se evita astfel de incidente. Protestatarii pro-Palestina au fost blocați din a intra pe stadion de către poliție, iar tensiunile au fost acutizate și de niște suporteri israelieni care au ars steagul palestinian.
Conform Middle East Eye și TRT World, suporterii israelieni au avut scandări islamofobe, anti-arabe, iar unii au atacat un șofer de taxi arab.

## Atacurile
După meci, grupuri formate în mare parte din arabi și alți musulmani, au început să atace suporteri evrei și israelieni prin întreg Amsterdamul. Au fost raportate înjunghieri, bătăi sau atacuri cu vehicule auto. Atacatorii au fost filmați purtând steaguri palestiniene și strigând Free Palestine (Palestina liberă).
Pe 8 noiembrie, autoritățile olandeze au declarat că au arestat 57 de oameni.

## Reacții
Premierul israelian Beniamin Netanyahu a condamnat atacul și a postat pe X că "lumea occidentală nu mai trebuie să tolereze terorismul și să se trezească". Guvernul israelian a trimis 2 avioane în Olanda, pentru a îi evacua pe cetățenii israelieni.
Premierul olandez Dick Schoof a condamnat de asemenea atacul și a zis că toți cei implicați vor fi trași la răspundere. Geert Wilders, care conduce Partidul pentru Libertate, a declarat că "are loc o vânătoare de evrei pe străzile Amsterdamului... un pogrom în Amsterdam. Am devenit Gaza Europei. Musulmani cu steaguri palestiniene vânează evrei. Nu voi accepta asta. Niciodată". Și monarhul Willem-Alexander al Țărilor de Jos a condamnat atacul.